# 7866 Sicoli
7866 Sicoli è un asteroide della fascia principale. Scoperto nel 1982, presenta un'orbita caratterizzata da un semiasse maggiore pari a 2,4279669 UA e da un'eccentricità di 0,2093411, inclinata di 3,48471° rispetto all'eclittica.
L'asteroide è dedicato all'astrofilo italiano Piero Sicoli.